# Quinta da Mota
Casa senhorial cujas origens remontam ao século XVI pertencente à família Alvim e localizada na freguesia de Seiça, em Ourém. O seu nome advém de estar localizada à beira (mota) da Ribeira de Seiça.
A sua capela é dedicada a Nossa Senhora da Conceição. 
Atualmente pertence a António de Sousa Vadre Castelino e Alvim.